# Pristiguana brasiliensis
O Pristiguana brasiliensis é uma espécie fóssil de um lagarto encontrada em no bairro de Peirópolis, na cidade mineira de Uberaba.